# Campionato europeo maschile under 17 di calcio 2010
Il campionato europeo di calcio Under-17 2010 è la nona edizione del campionato europeo di calcio Under-17, dopo la rinominazione del torneo originale Under-16, avvenuta nel 2001.
Il torneo si è svolto in Liechtenstein, tra il 18 ed il 30 maggio 2010, ed è stato vinto dall'Inghilterra che ha battuto in finale la Spagna per 2-1.

## Squadre partecipanti
Alla fase finale del torneo si è giunti dopo due turni di qualificazione:
- un turno preliminare di 13 gironi, dal quale si sono qualificate al turno successivo le prime due classificate di ciascun gruppo più le due migliori terze;
- una fase élite di 7 gironi, dalla quale hanno raggiunto la fase finale del torneo di ciascun gruppo più la migliore seconda.

Le squadre che si contendono la vittoria finale in Liechtenstein sono le seguenti:
- Francia (migliore seconda classificata)
- Grecia (prima classificata gruppo 3)
- Inghilterra (prima classificata gruppo 7)
- Portogallo (prima classificata gruppo 2)
- Rep. Ceca (prima classificata gruppo 1)
- Spagna (prima classificata gruppo 4)
- Svizzera (prima classificata gruppo 6)
- Turchia (prima classificata gruppo 5)

Nonostante sia la nazione ospitante, la squadra del Liechtenstein non partecipa alla fase finale del torneo, in quanto la Federazione calcistica ha fatto richiesta di cedere il suo posto dopo aver perso sei giocatori di quella che era stata già definita come una rosa "molto piccola".

## Fase finale

### Primo turno

#### Gruppo A
| squadra    | P.ti | G | V | N | P | GF | GS | DR |
| ---------- | ---- | - | - | - | - | -- | -- | -- |
| Spagna     | 9    | 3 | 3 | 0 | 0 | 8  | 1  | +7 |
| Francia    | 6    | 3 | 2 | 0 | 1 | 5  | 3  | +2 |
| Portogallo | 3    | 3 | 1 | 0 | 2 | 3  | 3  | 0  |
| Svizzera   | 0    | 3 | 0 | 0 | 3 | 1  | 10 | -9 |

| Arbitro: | Euan Norris |

|           |           |                        |
| Koura 65’ | Marcatori | 24’ Bernat 74’ Alcácer |

| Arbitro: | Artyom Kuchin |

|                            |           |  |
| Esgaio 25’ 50’ Fonseca 48’ | Marcatori |  |

| Arbitro: | Antti Munukka |

|                              |           |  |
| Alcácer 12’ 36’ 43’ Ortí 48’ | Marcatori |  |

| Arbitro: | Christof Virant |

|           |           |  |
| Pogba 29’ | Marcatori |  |

| Arbitro: | Vadims Direktorenko |

|              |           |                          |
| Zarkovic 30’ | Marcatori | 43’ 47’ Sanogo 64’ Koura |

| Arbitro: | Stanislav Todorov |

|                  |           |  |
| Deulofeu 70’ 74’ | Marcatori |  |

#### Gruppo B
| squadra     | P.ti | G | V | N | P | GF | GS | DR |
| ----------- | ---- | - | - | - | - | -- | -- | -- |
| Inghilterra | 9    | 3 | 3 | 0 | 0 | 6  | 2  | +4 |
| Turchia     | 4    | 3 | 1 | 1 | 1 | 5  | 4  | +1 |
| Rep. Ceca   | 2    | 3 | 0 | 2 | 1 | 2  | 4  | -2 |
| Grecia      | 1    | 3 | 0 | 1 | 2 | 1  | 4  | -3 |

| Arbitro: | Christof Virant |

|                        |           |                                      |
| Diamantakos 62’ (rig.) | Marcatori | 16’ Yokuşlu 60’ 80+2’ (rig.) Akçakın |

| Arbitro: | Stanislav Todorov |

|                                     |           |          |
| Barkley 21’ McEachran 68’ Afobe 69’ | Marcatori | 7’ Plšek |

| Arbitro: | Vadims Direktorenko |

|             |           |          |
| Akçakın 43’ | Marcatori | 70’ Haša |

| Arbitro: | Artyom Kuchin |

|  |           |             |
|  | Marcatori | 35’ Barkley |

| Eschen 24 maggio 2010, ore 20:00 CEST | Rep. Ceca   | 0 – 0 referto | Grecia | Sportpark Eschen-Mauren\| Arbitro: \| Euan Norris \| |
| Arbitro:                              | Euan Norris |               |        |                                                      |

| Vaduz 24 maggio 2010, ore 20:00 CEST                                      | Turchia   | 1 – 2 referto                | Inghilterra | Rheinpark Stadion |
| \| \| \| \| \| Derıcı 31’ \| Marcatori \| 35’ Berahino 62’ (rig.) Hall \| |           |                              |             |                   |
|                                                                           |           |                              |             |                   |
| Derıcı 31’                                                                | Marcatori | 35’ Berahino 62’ (rig.) Hall |             |                   |

### Semifinali
| Arbitro: | Stanislav Todorov |

|                 |           |           |
| Wickham 23’ 40’ | Marcatori | 56’ Pogba |

| Arbitro: | Antti Munukka |

|                                 |           |           |
| Jesé 11’ Alcácer 63’ 66’ (rig.) | Marcatori | 47’ Çalış |

### Finale
| Arbitro: | Antti Munukka |

|              |           |                        |
| Deulofeu 22’ | Marcatori | 30’ Wisdom 42’ Wickham |